# 鄭再発
鄭 再発（てい さいはつ、1932年7月4日 - 2022年9月2日） は、台湾 カトリック台北教区の名誉司教である。洗礼名は「ヨセフ」。台南教区司教、台北教区大司教などを歴任した。

## 経歴
- 1932年 - 7月4日、中国福建省アモイ市生まれ。
- 1945年 – アモイ市 聖多瑪斯小修院[1]卒業。
- 1950年 – 香港 華南総修院[2]卒業。
- 1954年 – ローマ ウルバノ大学哲学修士号学位取得。
- 1957年 - 12月21日、ローマにおいて司祭叙階。
- 1958年 – ローマ ウルバノ大学神学修士号学位取得。
- 1962年 – ベルギー ルーヴェン・カトリック大学教育学修士号学位取得。
- 1965年 – 台南教区達義修院[3]院長兼碧岳神哲学院副院長に就任。
- 1972年 – 台南徳光女子高級中学校長に就任。
- 1990年 - 12月22日、教皇 ヨハネ・パウロ2世により台南教区司教に任命。
- 1991年 - 2月2日、成世光司教により司教叙階。
- 2004年 - 3 月13日、教皇ヨハネ・パウロ2世により台北教区大司教に任命。
- 2005年 - 新竹教区使徒座管理者を兼任。
- 2007年 - 11月10日、大司教職務を引退。
- 2022年 - 9月2日に死去[4]。